# Cyprus op het Eurovisiesongfestival 2019

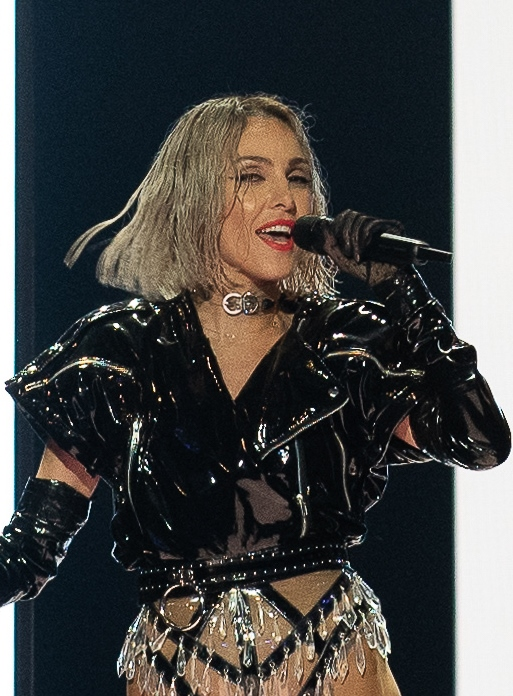
Tamta tijdens haar optreden in de eerste halve finale.

Cyprus nam deel aan het Eurovisiesongfestival 2019 in Tel Aviv, Israël. Het was de 36ste deelname van het land aan het Eurovisiesongfestival. CyBC was verantwoordelijk voor de Cypriotische bijdrage voor de editie van 2019. Zangeres Tamta behaalde met het lied Replay de 13e plaats in de finale.

## Selectieprocedure
Op 21 december 2018 maakte de  Cypriotische omroep bekend dat de Grieks-Georgische zangeres Tamta Cyprus zal vertegenwoordigen op het Eurovisiesongfestival 2019.
Tevens maakte de omroep bekend dat het lied de naam Replay zal dragen, gecomponeerd door de Grieks-Zweedse componist Alex Papaconstantinou. In 2018 schreef hij ook de Cypriotische inzending ook al, die bereikte toen een tweede plaats. 
Op 5 maart 2019 werd de inzending aan het publiek gepresenteerd. Net als in 2018 nam Sacha Jean-Baptiste de regie voor de uitvoering van het lied weer voor haar rekening. Na de presentatie van Replay werd er veel van Cyprus verwacht, mogelijk zelfs een 4e plaats. Later zakte dit wat weg.

## In Tel Aviv
In 2018  mocht Cyprus de eerste halve finale afsluiten. Dit jaar opende de Cypriotische inzending het festival. Cyprus trad aan in de eerste halve finale op dinsdag 14 mei. Na het bekendmaken van de finalisten werd duidelijk dat Tamta zich had weten te plaatsen voor de finale op 18 mei. 
In de finale trad Cyprus als 11e aan na de Sloveense inzending en voor de winnaar uit Nederland. Aan het eind van de puntentelling bleek dat Cyprus op een dertiende plek was gestrand met 109 punten. In totaal ontving de Cypriotische inzending drie keer 12 punten;
Vanuit de televoting ontving Cyprus zowel 12 punten uit Griekenland en Georgië. Ook vanuit de Griekse vakjury ontving Cyprus de 12 punten. Na afloop kreeg Tamta nog een nominatie voor de Barbara Dex Award, een prijs voor de slechtst gekleede artiest. Hier werd ze tweede in, na Portugal.
1981 · 1982 · 1983 · 1984 · 1985 · 1986 · 1987 · 1988 · 1989 · 1990 · 1991 · 1992 · 1993 · 1994 · 1995 · 1996 · 1997 · 1998 · 1999 · 2000 · 2001 · 2002 · 2003 · 2004 · 2005 · 2006 · 2007 · 2008 · 2009 · 2010 · 2011 · 2012 · 2013 · 2014 · 2015 · 2016 · 2017 · 2018 · 2019 · 2020 · 2021 · 2022 · 2023 · 2024 · 2025
Albanië · Armenië · Australië · Azerbeidzjan · België · Cyprus · Denemarken · Duitsland · Estland · Finland · Frankrijk · Georgië · Griekenland · Hongarije · Ierland · IJsland · Israël · Italië · Kroatië · Letland · Litouwen · Malta · Moldavië · Montenegro · Nederland · Noord-Macedonië · Noorwegen · Oostenrijk · Polen · Portugal · Roemenië · Rusland · San Marino · Servië · Slovenië · Spanje · Tsjechië · Verenigd Koninkrijk · Wit-Rusland · Zweden · Zwitserland